# František Jindřich Schlik
František Jindřich Schlik (celým jménem František Jindřich Sigmund Antonín Maria hrabě Schlik z Holíče a Pasounu; 8. července 1914 Vokšice – 23. ledna 2005 Jičín) byl český šlechtic z rodu Schliků (Šliků) a signatář Prohlášení české a moravské šlechty ze září 1939.

## Život
Narodil se jako první potomek a nejstarší syn Jindřicha Marii Schlika (1875–1957), majorátního pána na zámcích Jičíněves a Vokšice, a jeho manželky Margarety Thun-Hohensteinové (1885–1968).
Jako vlastenec podepsal Prohlášení české a moravské šlechty ze září 1939 – společně se svým otcem Jindřichem Mariou Schlikem a bratry Zikmundem (1916–1988), Jindřichem (1916–2004) a Ondřejem (1917–1942).
Po komunistickém puči byl jeho rodičům znárodněn majetek a v únoru 1949 byli donuceni narychlo opustit zámek. Poté František pracoval jeden rok jako tajemník dosazeného správce. Následovala práce kočího na bývalém schlikovském statku. Později přijal práci na pozici odhadce léčivých bylin ve firmě Spofa. Po okupaci Československa vojsky Varšavské smlouvy emigroval s rodinou do Spolkové republiky Německo.
Po sametové revoluci mu byl vrácen majetek v restituci. Jeho rod tak vlastní např. zámek v Jičíněvsi.

## Rodina
Dne 17. dubna 1945 se v Jičíněvsi oženil s francouzskou hraběnkou Kunhutou Busseul (4. června 1921 Horgoš, Srbsko – 21. dubna 2008 Jičíněves), dcerou Raoula Busseula a jeho manželky Marie Terezie Lobkowiczové. Narodily se jim následující děti:
- 1. Jindřich (* 19. 3. 1946 Praha)
  - ⚭ (7. 6. 1969 Praha) Zdenka Jílková (* 21. 3. 1948 Pardubice)
- 2. Terezie (* 11. 1. 1949 Jičín)
  - ⚭ (22. 6. 1996 Karlovy Vary) Georg Wilhelm von Brandt (* 24. 5. 1940 Windhoek, Namibie)
- 3. František (* 9. 1. 1952 Jičín)
  - ⚭ (20. 10. 1995 Sønderborg, Dánsko) Anna Divina Beatrice Mastellari (* 3. 2. 1947 Schwäbisch-Hall)